# 1938 en France
Chronologie de la France
- 1934
- 1935
- 1936
- 1937
- 1938
- 1939
- 1940
- 1941
- 1942

Cette page concerne l’année 1938 du calendrier grégorien

## Événements

### Janvier
- 1er janvier : création de la SNCF à partir des 6 grandes compagnies ferroviaires françaises[1].
- 13 janvier : chute du président du Conseil Camille Chautemps. Après avoir plaidé pour la restauration de l’ordre et de la confiance, Camille Chautemps rend leur liberté aux communistes qui avaient décidé de s’abstenir lors du vote d’investiture, ce qui provoque la démission des ministres socialistes et du cabinet[2].
- 17 janvier-24 février : exposition internationale du surréalisme aux Beaux-Arts à Paris[3].
- 18 janvier : Camille Chautemps forme un gouvernement sans la SFIO[4].

### Février
- 4 février : création de la Société des Amis de la Russie nationale[5].
- 10 février : première de La Marseillaise, film de Jean Renoir[6].
- 18 février : émancipation juridique de la femme mariée[7]. La loi autorise les femmes mariées à ester en justice, passer un contrat, avoir une carte d'identité ou un passeport, ouvrir un compte bancaire et s'inscrire à l'université sans l'autorisation de leur mari[8].

### Mars
- 5 mars : loi créant la Caisse autonome de la défense nationale, dotée d'un budget de 11 milliards de francs[9].
- 9 mars :
  - chute du président du Conseil Camille Chautemps. Il démissionne à la suite du refus des socialistes et des communistes de lui accorder les pleins pouvoirs financiers[4].
  - décret transformant le Crédit national hôtelier en caisse centrale de crédit hôtelier, commercial et industriel[10].
- 13 mars-8 avril : Léon Blum président du Conseil forme un nouveau gouvernement de Front populaire[11].
- 14 mars : Léon Blum et Paul-Boncour reçoivent le ministre plénipotentiaire de Tchécoslovaquie Stefan Osusky ; ils réaffirment l'appui de la France à la Tchécoslovaquie[12].

### Avril
- 6 avril :
  - le gouvernement Blum obtient de la Chambre les pleins pouvoirs financiers. Le projet est rejeté par le Sénat le lendemain, ce qui provoque la démission du gouvernement[13].
  - sortie du film  Les Disparus de Saint-Agil de Christian-Jaque avec Erich von Stroheim et Michel Simon[14].

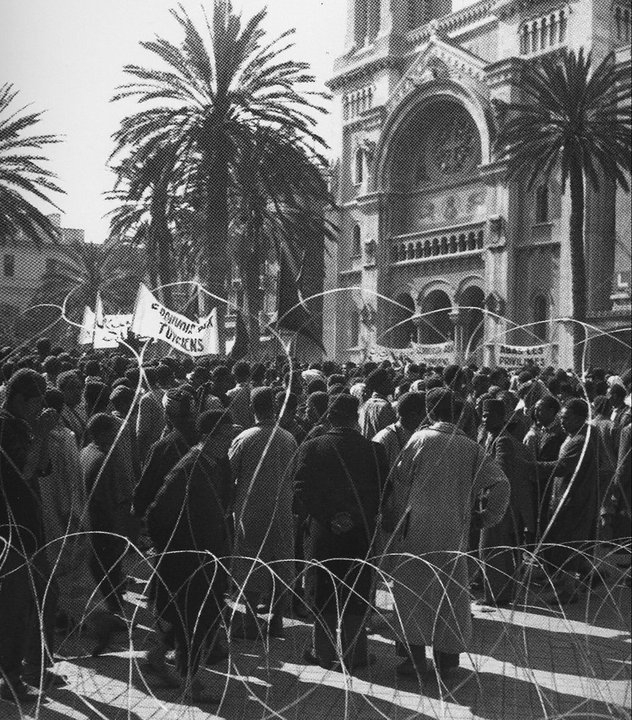
Manifestation à Tunis.

- 9 avril : violentes émeutes nationalistes en Tunisie organisées par le Néo-Destour. Initialement débordées, l'armée et de la gendarmerie répriment le mouvement en fin de journée. On compte 22 morts et 150 blessés parmi les militants tunisiens, 1 mort et 35 blessés parmi les forces de l’ordre. Le lendemain, Habib Bourguiba et ses compagnons sont arrêtés. Le Néo-Destour est dissous[15].

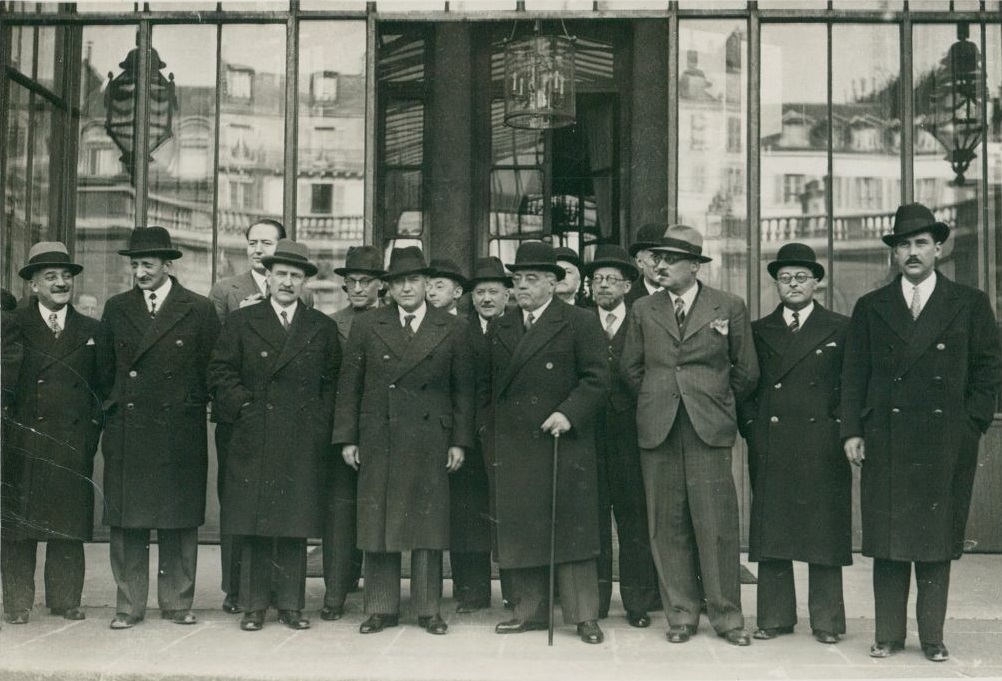
Gouvernement Édouard Daladier.

- 10 avril : Édouard Daladier devient président du Conseil[11]. Il forme un nouveau gouvernement sans la participation de la SFIO.
- 12 avril : Daladier obtient les pleins pouvoirs lors de son investiture devant la Chambre avec 572 voix contre 5[16].
- 13 avril : grève quasi générale dans les usines d'automobiles[17].
- 15 avril : sortie nationale du film Le Schpountz de Marcel Pagnol avec Fernandel[18].

### Mai
- 2 mai :
  - décret-loi instaurant une contribution nationale de 8% applicable à tous les impôts. La majoration de 8 % de l'IGR s'ajoute à celle de 20 % mise en place en 1937. Le taux de cet impôt passe à 52 % pour les revenus les plus élevés[19].
  - décret-loi sur la police des étrangers, qui renforce les mesures de contrôle des « clandestins », « hôtes irréguliers » et « indésirables »[20].
- 4 mai : L'Étrange Monsieur Victor, film de Jean Grémillon.
- 5 mai : la valeur franc est fixée par rapport à la livre sterling[21] (« franc Marchandeau »)[16].
- 14 mai : décret-loi réglementant les conditions de séjour des étrangers en France. Il précise les conditions d'octroi et de renouvellement des cartes d'identité des étrangers qui ont une validité limité à la durée du contrat de travail et sont délivrées après enquête de la préfecture. Une carte à validité permanente est délivrée aux étrangers justifiant d’un séjour régulier et ininterrompu en France d’au moins dix ans, aux étrangers mariés depuis deux ans à des Françaises, aux étrangers père ou mère d’enfants français, aux étrangers ayant servi dans l’armée française, etc.[20].
- 16 mai : lancement d'un grand emprunt de cinq milliards de francs pour la Défense nationale[17].

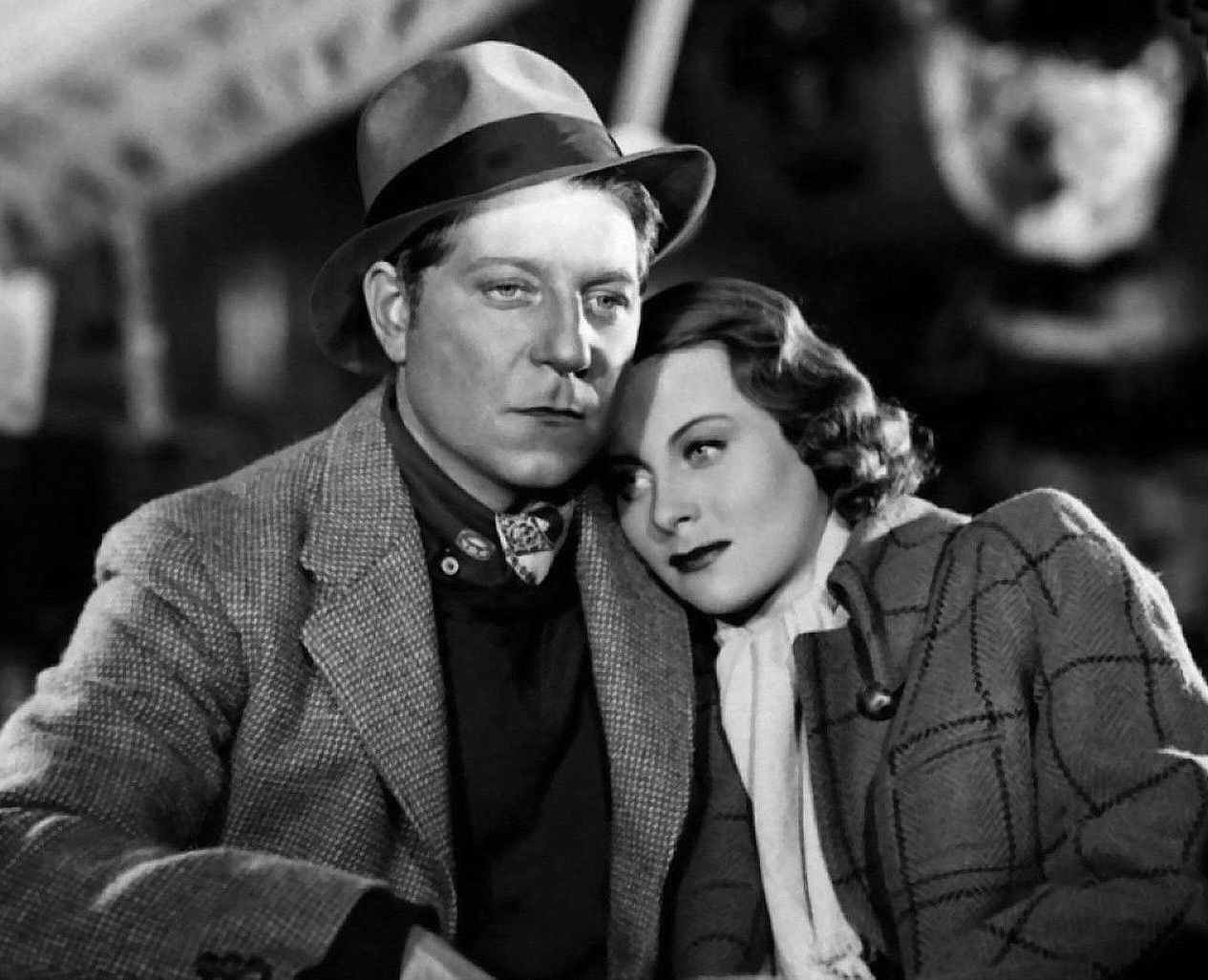
Quai des brumes.

- 17 mai : première au cinéma Marivaux à Paris de Quai des brumes de Marcel Carné avec Jean Gabin et Michèle Morgan. Réplique célèbre : T'as d'beaux yeux, tu sais.[22].
- 24 mai : décret-loi instaurant la réforme du crédit hypothécaire pour enrayer la crise du bâtiment[23]

### Juin
- 1er - 2 juin : tempête sur le Nord-Ouest de la France[24].
- 4-7 juin : 35e congrès national de la SFIO à Royan[25]. Il vote l'exclusion des leaders de la Gauche révolutionnaire qui se sont rendus coupables d'actions d'indiscipline, ce qui provoque la scission de Marceau Pivert qui fonde le Parti socialiste ouvrier et paysan le 8 juin[26].
- 17 juin :
  - pour la première fois, une AOC est attribuée à un fruit (et non à un vin) : c'est la noix de Grenoble AOC[27].
  - décret-loi créant la Caisse centrale de crédit coopératif[28].
- 20 juin : inauguration du Musée de l'Homme au Palais de Chaillot à Paris[29].
- 25 juin : la vaccination contre la diphtérie est obligatoire en France[30].

### Juillet

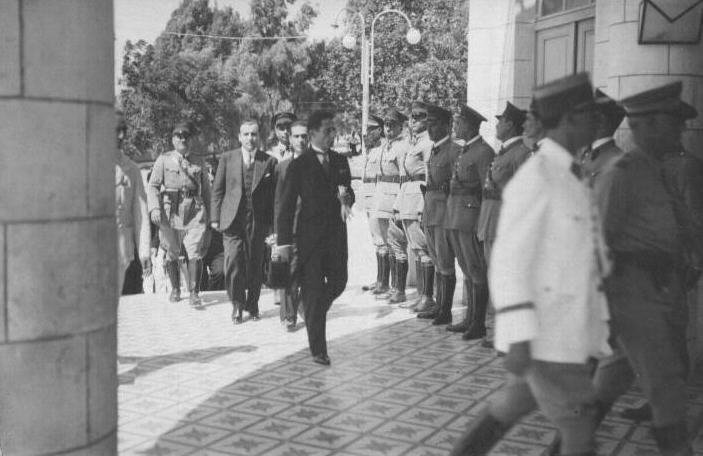
Traité d’amitié franco-turc.

- 4 juillet : traité d’amitié franco-turc. Les troupes turques occupent le sandjak d’Alexandrette le 5 juillet[31].
- 6 - 16 juillet : conférence d’Évian. Création du comité intergouvernemental pour les réfugiés. Les États refusent de faciliter l’immigration des Juifs d’Allemagne[32].
- 11 juillet : loi sur l’organisation de la nation en temps de guerre (JO du 13 juillet)[33].
- 19-22 juillet : visite officielle en France du roi George VI et de la reine consort Elizabeth[34],[35].

### Août
- 1er août : loi instaurant le Fonds de stabilisation des changes, organisme chargé de lutter contre la fuite des capitaux et la spéculation[36].
- 4 août : liaison aérienne Marseille-Hong Kong via Hanoï[37].
- 21 août : discours de Daladier qui annonce l'assouplissement de la loi sur la semaine de 40 heures ; « Il faut remettre la France au travail »[16].

### Septembre
- 7 septembre : sortie du film La femme du boulanger de Marcel Pagnol avec Ginette Leclerc et Raimu[38].
- 22 septembre :  « attaque du train de l'or ». Un train transportant 180 kg d'or est attaqué dans la banlieue de Marseille. Les gangsters sont arrêtés dès le 4 octobre[39].
- 24 septembre : mobilisation partielle. La crise des Sudètes entraîne mise en alerte de l'armée en septembre 1938, suivie d'une mobilisation partielle  de 700 000 réservistes[40].

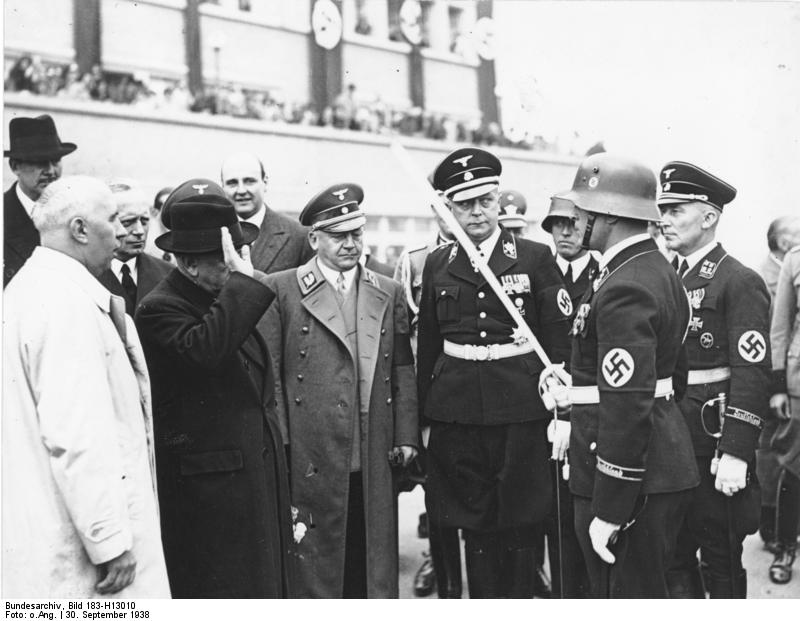
Départ d'Édouard Daladier de Munich le 30 septembre 1938.

- 29 - 30 septembre : accords de Munich[16].
- 30 septembre : Daladier et Chamberlain sont accueillis triomphalement comme sauveurs de la paix à leur retour de Munich[40].

### Octobre
- 4 octobre : le Parlement ratifie les accords de Munich [19]. Édouard Daladier rompt avec les communistes, isolés ; fin du Front populaire consacrée le 12 novembre avec le départ des délégués radicaux du Comité national du rassemblement populaire[41].
- 5 octobre : le Parlement donne les pleins pouvoirs au gouvernement Daladier, autorisé par une loi d'habilitation à prendre, jusqu'au 15 novembre 1938, « les mesures tendant au redressement immédiat de la situation financière et économique du pays »[42].
- 7 octobre : discours de Maurice Thorez au Vélodrome d'Hiver qui dénonce les accords de Munich[43].
- 24 octobre : purge du ministère des affaires étrangères. René Massigli, opposé à la politique « d'apaisement » avec l'Allemagne nazie, est éloigné par le ministre des Affaires étrangères Georges Bonnet et nommé ambassadeur de France en Turquie. Henri Hoppenot devient sous-directeur de la division Europe, Jean Chauvel sous-directeur d'Asie-Océanie et Pierre Comert sous-directeur d'Amérique[44].
- 28 octobre :
  - congrès radical de Marseille. Les radicaux blâment le parti communiste qui « par l'agitation qu'il entretient à travers le pays, par les difficultés qu'il a créées aux gouvernements qui se sont succédé depuis 1936, par son opposition agressive et injurieuse de ces derniers mois, a rompu la solidarité qui l'unissait aux autres partis du Rassemblement Populaire »[4].
  - l'incendie des Nouvelles Galeries à Marseille fait 73 morts[45].

### Novembre
- 1er novembre : Paul Reynaud devient ministre des Finances ; par une série de trente-deux décrets-lois financiers et économiques il remet en cause les acquis de 1936[46]. Un « comité de réorganisation administrative » est mis en place en exécution de la loi du 5 octobre 1938 en vue de proposer au gouvernement des réformes de structure (commission de la hache)[47].
- 7 novembre : assassinat d'Ernst vom Rath troisième conseiller de l'ambassade d'Allemagne à Paris par Herschel Grynszpan, un Juif d'origine polonaise. Goebbels prend ce prétexte pour déclencher la nuit de Cristal[48].
- 12 novembre : 
  - trois décrets-lois aménagent la loi sur la semaine de 40 heures ; le régime des heures supplémentaires est assoupli (50 heures supplémentaires par an et par employés sans auorisation de l'inspinction du travail) ; la semaine de travail est limitée à 9 heures par jour et 48 heures par semaine ; la semaine des « deux dimanches » est supprimée[46].
  - décret-loi entérinant la réforme de l'impôt général sur le revenu ; une contribution nationale extraordinaire de 30 % remplace la majoration de 20 % et la contribution nationale de 8%[19].
  - décret-loi qui impose la détention d'une carte d'identité spéciale pour l'exercice du commerce, délivrée par l'autorité préfectorale, dite « de commerçant étranger »[49].
  - décret-loi qui suspend l'inscription sur les listes électorales à un délai de cinq ans après le décret de naturalisation, interdit aux naturalisés pendant dix ans les fonctions officielles rémunérées par l’État, d'être inscrit à un barreau ou d'être nommé titulaire d'un office ministériel. Il substitue la procédure administrative à la procédure judiciaire dans les cas de déchéance de nationalité[50].
  - décret-loi relatif aux allocations familiales ; création d'une prime pour les mères au foyer[51].
  - nouvelle dévaluation du franc (« franc Reynaud »)[21].
- 19 novembre : le gouvernement français reconnaît l'annexion de l'Éthiopie par l'Italie[52].
- 24 novembre : entretiens entre Chamberlain et Daladier : ni la Nuit de Cristal ni les conséquences des accords de Munich n’infléchissent la politique étrangère d’apaisement[53].
- 30 novembre :
  - pour protester contre les mesures économiques d’assouplissement de la législation sociale, la CGT appelle à la grève générale mais le gouvernement met la tentative en échec[54]. Éclatement définitif du Front populaire.
  - l'Italie dénonce les accords de Rome et Mussolini revendique la Corse, la Savoie, Nice, la Tunisie et Djibouti lors d'un rassemblement des députés fascistes au palais Montecitorio[52].

### Décembre
- 1er décembre : le médecin René Martial publie dans le Mercure de France le texte de la leçon inaugurale de son cours libre professé à la faculté de Médecine de Paris le 15 novembre, sous le titre « Anthropobiologie des races »[55].
- 6 décembre : le gouvernement français signe un accord avec Ribbentrop (ministre des affaires étrangères du Reich), aux termes duquel les parties s’engagent à se concerter mutuellement sur les questions intéressant les deux pays en cas de difficultés internationales et considèrent leurs frontières comme définitives[56].
- 10 décembre : Hôtel du Nord, film de Marcel Carné avec Arletty et Louis Jouvet est projeté en avant-première  au cinéma Marivaux à Paris[57].
- 14 décembre : le ministre français des Affaires étrangères Georges Bonnet annonce l’ajournement de la ratification du traité franco-syrien[31].
- 23 décembre : sortie du film La bête humaine de Jean Renoir avec Jean Gabin, Simone Simon, Fernand Ledoux et Julien Carette[6].
- 31 décembre : hausse fiscale avec le taux de l'IGR porté à 33,33 %[19].

## Naissances en 1938
- 18 février : 
  - Louis-Marie Billé, cardinal, archevêque de Lyon et Primat des Gaules († 12 mars 2002).
  - Michel Aglietta, économiste français († 24 avril 2025).
- 30 avril : Jean-Pierre Leroux, acteur français de doublage
- 5 juin : Bernard Brochand, homme politique français († 25 février 2025).
- 29 juillet : Bernard Tiphaine, acteur français, spécialisé dans le doublage vocal. Il double notamment Chuck Norris († 19 octobre 2021).
- 30 octobre : Jean-Pierre Kalfon, acteur français.

## Décès en 1938
- x